# Silverio Palafox Marqués
Silverio Palafox Marqués (Granada, 3 de junio de 1921-Madrid, 23 de marzo de 2015) fue un médico y académico español. Fundador de la revista Cuadernos de Bionomía y de la Asociación Española de Médicos Naturistas.

## Biografía
Silverio nació en Granada en 1921. Hijo de Silverio Terencio Honorio Palafox Boix (ca 1886-1975) y de Clorinda Marqués de Medrano. El matrimonio tuvo cuatro hijos: Clorinda Esperanza (1915-1997); Mª Ángeles (1918-2019), Emilio y Silverio. Tras concluir el bachillerato en el Instituto Luis Vives (1940), comenzó los estudios de Medicina en la Universidad de Valencia. Durante sus años universitarios frecuentó la residencia de la calle Samaniego, donde conoció a Josemaría Escrivá. Pedro Casciaro le animó a impartir clases de Biología a los alumnos de la Academia Samaniego que preparaban el Examen de Estado. Solicitó su admisión de admisión en el Opus Dei el 13 de mayo de 1941. Se alistó voluntariamente en la División Azul, y combatió durante un año y medio en Rusia. A su regreso, trasladó su expediente académico a la Universidad de Salamanca donde finalizó Medicina. Al concluir medicina, realizó cursos de doctorado con prestigiosos catedráticos. Concretamente, en Hidrología con Josefina San Martín Bacaicoa; en Psiquiatría con Antonio Vallejo-Nájera, en Endocrinología con Gregorio Marañón y en Historia de la Medicina con Pedro Laín Entralgo, quien le dirigió la tesis doctoral sobre "El pensamiento médico de José de Letamendi" (abril, 1952).
El alejamiento de Samaniego repercutió en el enfriamiento de su relación con el Opus Dei, aunque pocos años después pasó a ser uno de los primeros supernumerarios.
Fue profesor de la Universidad de Madrid y miembro de la Real Academia de Medicina (11 de noviembre de 1980). Fundó la revista Cuadernos de Bionomía y la Asociación Española de Médicos Naturistas (1981), de la que fue presidente hasta 1997.
Falleció a los 93 años, el 23 de marzo de 2015.